# Israel Tal
Israel Tal (1924. – 2010.), poznat i kao Talik je legendarni izraelski general poznat kao stručnjak za tenkovsko ratovanje.
Sudjelovao je u ratu 1956., 1967. i 1973. godine.